# Spilocuscus maculatus
Il cusco maculato comune (Spilocuscus maculatus É. Geoffroy, 1803) è un marsupiale arboricolo della famiglia dei Falangeridi.

## Descrizione
Il cusco maculato comune ha all'incirca le dimensioni di un grosso gatto domestico: pesa 1,5-6 kg, ha una lunghezza testa-corpo di 35-65 cm e una coda di 32-60 cm. Ha testa rotonda, piccole orecchie nascoste dal pelo, manto folto e una coda prensile con la quale si aiuta per arrampicarsi sugli alberi. Gli occhi hanno una colorazione che varia dal giallo all'arancio fino al rosso, e presentano pupille verticali simili a quelle dei serpenti. Tutte le zampe sono fornite di cinque dita con artigli ricurvi, a eccezione del primo dito di ogni piede. Il secondo e il terzo dito delle zampe posteriori sono in parte sindattile: sono infatti unite all'estremità da una fascia di pelle ma si dividono in prossimità delle unghie. Questi piccoli artigli possono fungere da pettine quando l'animale si pulisce il pelo. Il primo e il secondo dito delle zampe anteriori sono opponibili rispetto alle altre tre, e permettono all'animale di fare presa sui rami quando si arrampica. La pianta dei piedi è glabra e corrugata, e anche questa particolarità consente di maneggiare abilmente i rami e il cibo. Il primo dito delle zampe posteriori è privo di unghia e opponibile.
Il colore del mantello, folto e lanoso, varia molto a seconda dell'età, del sesso e della distribuzione geografica. I maschi hanno generalmente il dorso ricoperto da macchie irregolari bianche e grigie o bianche e marroni e la regione ventrale di colore bianco. Le macchie sono presenti unicamente nei maschi. Le femmine hanno generalmente una colorazione uniforme bianca o grigia. Esemplari completamente bianchi sono noti in entrambi i sessi. Durante lo sviluppo i giovani vanno incontro a una serie di variazioni cromatiche prima di raggiungere la maturità sessuale, verso un anno di età. La loro colorazione comprende tutta una gamma di rossi, bianchi, ocra, marroni, grigi chiari e neri. Diversamente da altre specie di cuschi od opossum, il cusco maculato comune non ha una striscia dorsale mediana.
Caratteristica della specie è la coda, arricciata e prensile. La parte prossimale superiore è ricoperta di pelo, mentre quella inferiore è ricoperta da scaglie rugose che migliorano la presa sui rami degli alberi.

## Biologia

### Comportamento
Il cusco maculato comune è generalmente molto timido, e per questo viene avvistato solo di rado, specialmente in Australia settentrionale. Ha abitudini notturne: di notte si aggira tra i rami degli alberi in cerca di cibo e dorme durante il giorno in una piattaforma di rami che si costruisce in alto sugli alberi. È stato visto riposare anche in cavità degli alberi, sotto le radici o tra le rocce. Si sposta con movimenti lenti e addirittura indolenti, tanto che spesso viene scambiato per un bradipo, un altro opossum o addirittura per una scimmia. Diversamente dai suoi stretti parenti, raramente è stato visto alimentarsi anche in pieno giorno.
È una creatura generalmente solitaria, che si alimenta e riposa da sola. Le interazioni con i conspecifici, specialmente tra maschi, possono essere aggressive e conflittuali. I maschi marcano il proprio territorio con secrezioni odorose per tenere lontani i membri dello stesso sesso, emettendo un penetrante odore di muschio sia dal loro corpo che dalle secrezioni ghiandolari. Distribuiscono saliva sui rami e sui germogli degli alberi per informare gli altri che quel dato territorio è occupato e per mediare le interazioni sociali. Se incontrano un altro maschio all'interno della propria area, emettono latrati, ringhi e sibili, e si ergono sulle zampe posteriori per difendere il proprio territorio. Sono creature piuttosto aggressive, e possono anche colpire potenziali predatori con zampate, morsi e calci.

### Alimentazione
Il cusco maculato comune non ha una dentatura specializzata e per questo è in grado di nutrirsi di una vasta gamma di prodotti vegetali. Mangia foglie di piante dei generi Ficus, Alstonia e Slonea, nettare e frutti di Ficus, Lithocarpus, Aglia e, forse, Mischocarpus e Pometia. In minor quantità si nutre anche di fiori, piccoli animali e, se ne ha l'occasione, uova. Tra i suoi predatori figurano pitoni e alcuni rapaci.

### Riproduzione
I cuschi possono accoppiarsi in ogni periodo dell'anno e con più partner, e il corteggiamento avviene tra i rami degli alberi. La gestazione dura circa 13 giorni, e la permanenza nel marsupio 6-7 mesi. Sebbene le femmine abbiano quattro capezzoli dentro al marsupio e possano partorire anche tre piccoli per nidiata, raramente ne allattano più di due. Alla nascita ciascun piccolo pesa non più di 1 g e viene ospitato nel marsupio materno, che si apre verso la parte anteriore del corpo. I cuschi possono vivere fino a 11 anni e raggiungono la maturità sessuale verso un anno di età.

## Distribuzione e habitat
Il cusco maculato comune occupa un areale molto vasto, che comprende gran parte delle Molucche meridionali (Indonesia), comprese Buru, Seram, Banda e Ambon, dove probabilmente è stato introdotto dagli indigeni, le isole di Misool e Yapen, le isole Kai e le isole Aru (appartenenti politicamente all'Indonesia), gran parte della Nuova Guinea e la penisola di Capo York, a nord di Coen, in Australia. È stato introdotto sulle isole di Mussau e Nuova Irlanda (Papua Nuova Guinea), e a Salayer, a sud di Sulawesi.
Popola foreste pluviali, formazioni di mangrovie e foreste di eucalipti al di sotto dei 1200 m di quota; diversamente dalla maggior parte dei suoi parenti, non si incontra solamente nelle foreste pluviali. Poiché vive in ambienti forestali, viene avvistato solo raramente, specialmente in Australia.
Gli studiosi non sanno ancora se i cuschi abbiano avuto origine in Australia e siano migrati da lì in Nuova Guinea o viceversa. Si ritiene che nel corso dell'ultimo milione di anni abbiano avuto luogo diverse ondate migratorie attraverso lo stretto di Torres, quando il livello dei mari si abbassava.

## Tassonomia
Sono state riconosciute quattro sottospecie:
- S. m. maculatus É. Geoffroy, 1803: Nuova Guinea e Nuova Irlanda;
- S. m. chrysorrhous Temminck, 1824: Irian Jaya sud-occidentale e Molucche;
- S. m. goldiei Ramsay, 1876: Irian Jaya sud-orientale;
- S. m. nudicaudatus Gould, 1850: penisola di Capo York.

## Conservazione
In Nuova Guinea il cusco maculato comune viene cacciato per la carne e la pelliccia, ma la specie ha un'importanza economica molto scarsa. Nonostante la caccia, è ancora molto comune in Nuova Guinea e nella maggior parte delle isole in cui risiede; tuttavia in Australia viene avvistato solo raramente, probabilmente a causa delle sue abitudini riservate. È stato introdotto dall'uomo a Salayer, Mussau e in Nuova Irlanda, e da allora in queste aree è divenuto molto numeroso. La IUCN lo classifica tra le specie a rischio minimo (Least Concern), poiché occupa un areale molto vasto, è in grado di sopravvivere in una vasta gamma di habitat e non ha predatori numerosi. Tuttavia l'espansione umana in continuo aumento, l'aumento della richiesta di carne e pellicce e la distruzione dell'habitat naturale potrebbero portare, in futuro, a una diminuzione del numero di esemplari.